# Hong Ling
Hong Ling (Wuhan, 27 de noviembre de 1966-Ibidem; 7 de febrero de 2020) fue un genetista chino, profesor y asesor doctoral en la Universidad de Ciencia y Tecnología de Huazhong.

## Carrera
Hong estudió en la Universidad de Wuhan, especializándose en biología, donde se graduó en julio de 1987 y obtuvo una licenciatura. En diciembre de 1994, se graduó de la Universidad de Arizona con un doctorado en bioquímica. Después de graduarse, comenzó su carrera como bioquímico en el Departamento de Biología Molecular y Celular (MCB) de la Universidad de California, Berkeley. Desde marzo de 2007, se desempeñó como profesor de biología molecular en la Facultad de Ciencias y Tecnología de la Vida de la Universidad de Ciencia y Tecnología de Huazhong. Estaba estudiando enfermedades humanas graves y raras utilizando organismos humanos y modelos como drosophila y ratones.

## Muerte
Durante el brote de coronavirus 2019-20 en China, Hong se infectó con el coronavirus. El 7 de febrero de 2020, murió a causa de la infección en el Hospital de la Union de Wuhan.